# Scott Parker
Scott Matthew Parker (ur. 13 października 1980 w Lambeth) – angielski piłkarz grający na pozycji pomocnika, zawodnik zespołu Fulham F.C, reprezentant Anglii. 

## Kariera piłkarska

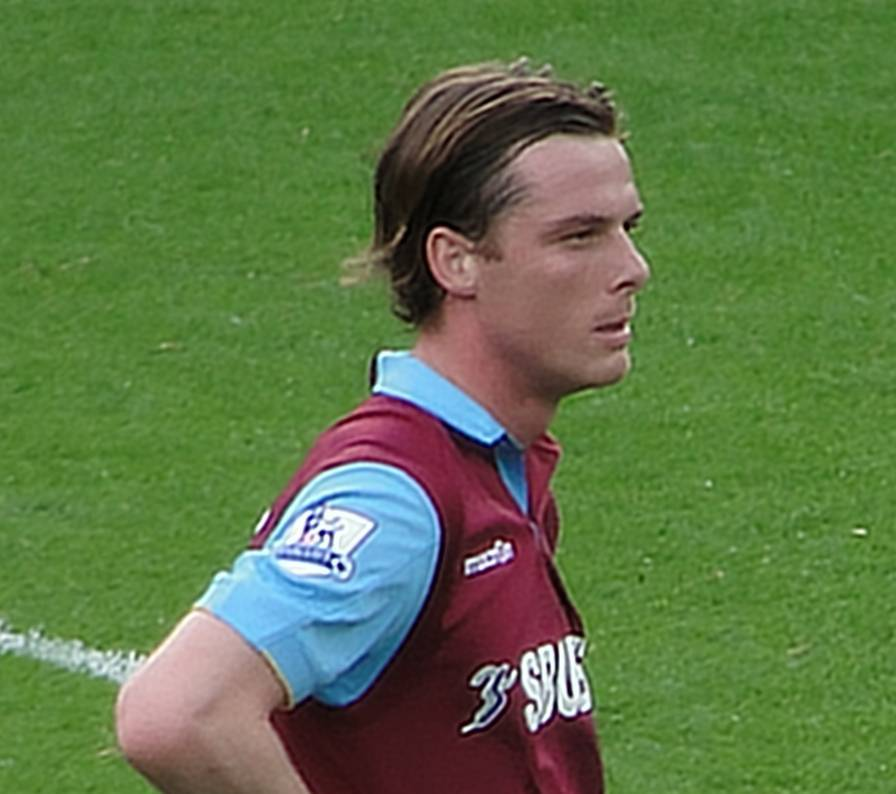
Parker w barwach West Ham United.

Przygodę z piłką rozpoczął po ukończeniu szkoły w 1997, podpisując kontrakt z Charlton Athletic. W 2000 został wypożyczony na dwa miesiące do Norwich City, gdzie został zauważony i powołany do drużyny narodowej U-21. Po powrocie do Charlton zastąpił kontuzjowanego kapitana Marka Kinsellę. W drużynie narodowej zadebiutował w 2003, wchodząc z ławki w meczu z Danią. W 2004 został uznany młodym zawodnikiem roku. Po wielu spekulacjach transferowych Parker przeszedł do Chelsea F.C. za 10 milionów funtów, gdzie miał być alternatywą dla Franka Lamparda i Claude’a Makélélé, ale większość swoich występów w barwach Chelsea zagrał na skrzydle. W tym też sezonie razem z Chelsea wygrał Premier League i Puchar Ligi. Latem 2005 za ponad 6 milionów funtów przeniósł się do Newcastle, gdzie przejął opaskę kapitańską po Alanie Shearerze.
W sezonie 2007/2008 przeszedł do West Ham United za 7 milionów funtów. W nowym zespole zadebiutował 26 września w spotkaniu Pucharu Ligi z Plymouth Argyle. W lidze swój pierwszy występ zaliczył natomiast 29 września w pojedynku z Arsenalem. Pierwszą bramkę dla West Hamu zdobył 22 grudnia w spotkaniu z Middlesbrough. Swój debiutancki sezon na Upton Park zakończył z 18 ligowymi występami. W lutym 2009 roku podpisał nowy kontrakt z klubem, wiążący go z drużyną do roku 2013.
31 sierpnia 2011 roku przeniósł się za 5,5 mln £ do Tottenhamu.
19 sierpnia 2013 podpisał trzyletni kontrakt z Fulham
W czerwcu 2017 roku Parker zakończył karierę sportową.

## Kariera trenerska
Po zakończeniu kariery został trenerem. Od 2024 roku pracuje w klubie Burnley.